# Загорье (Амурская область)
Загорье — упразднённое село в Бурейском районе Амурской области России. Исключено из учётных данных в 1974 году.

## География
Село располагалось на правом берегу реки Пайканчик, на расстоянии примерно 25 километров (по прямой) к северо-востоку от села Семёновка.

## История
Село возникло в 1909 году. По данным на 1916 год деревня Горки состояла из 24 дворов (население составляло 143 человека) и входил в состав Валуевской волости 7-го стана Амурского уезда Амурской области.
По данным 1926 года в Горках имелось 14 хозяйств (13 крестьянского типа и 1 прочих) и проживало 72 человека (36 мужчин и 36 женщин). В национальном составе населения преобладали русские. В административном отношении входил в состав Пайканского сельсовета Завитинского района Амурского округа Дальневосточного края.
В 1930—1950-е годы действовал колхоз «Бездорожный», с 1944 года назывался — «Колос».
Решением Амурского исполкома от 7 июня 1974 года № 253, село Загорье исключено из учётных данных как несуществующее.